# Sommersdorf (przystanek kolejowy)
Sommersdorf – zlikwidowany wąskotorowy przystanek kolejowy w miejscowości Penkun na linii kolejowej Casekow Ldb. – Pomorzany Wąskotorowe, w powiecie Vorpommern-Greifswald, w kraju związkowym Meklemburgia-Pomorze Przednie, w Niemczech.